# Club Español de Madrid
Club Español de Madrid a fost un club de fotbal spaniol din Madrid. Clubul a fost înființat în 1900, iar în 1902 s-a scindat în două, ca rezultat apărând și echipa care ulterior avea să devină legendă - Real Madrid.

## Palmares
- Copa del Rey: 2
  - Finalist: 1909, 1910
- Campeonato Regional Centro: 2
  - Câștigător: 1904, 1909